# Carl August Westerblad
Carl August Westerblad, född 11 oktober 1873 i Tillberga socken, död 26 juli 1955 i Lund, var en svensk lärare och gymnastikhistoriker.
Carl August Westerblad var son till lantbruksinspektören Salomon August Westerblad och Amalia Mathilda Grundal. Efter mogenhetsexamen i Örebro 1892 studerade han vid Uppsala universitet, där han blev filosofie kandidat 1896, filosofie licentiat 1906 och filosofie doktor 1910 på avhandlingen Baro et ses dérivés dans les langues romanes. Westerblad tjänstgjorde som lärare i Gävle 1903–1904 och Uppsala 1908–1920, från 1910 som adjunkt i modersmålet och tyska, samt som lektor i samma ämnen i Nyköping 1920–1934. Westerblad utförde grundliga och omfattande källforskningar främst rörande Pehr Henrik Ling och Hjalmar Ling och var sin samtids främste kännare av dessa. Efter ett par mindre arbeten, Pehr Henrik Ling. En lefnadsteckning och några synpunkter (1904) samt Ling. Hans betydelse och hans verk (1907, även översatt till engelska och franska) utgav han ett större verk, Ling. Tidshistoriska undersökningar. Dess första del, Den Lingska gymnastiken i dess upphofsmans dagar utkom 1913 och den andra delen, Personlig och allmän karakteristik samt litterär analys, utkom 1916. Tredje delen, dels Outgifna dramatiska fragment..., dels Outgifna dikter, bref, anteckningar... utgavs 1919–1921 och 1946 utkom en fjärde del, Den svenska gymnastikens historiska innebörd, innehållande en källkritisk undersökning samt några urkunder. En femte del fanns 1955 som manuskript. Bland Westerblads övriga skrifter märks Hjalmar Ling. Hans levnad och hans betydelse. Några sidor ur ett nationellt idésystems historia (1939) och Lingforskning och lingkritik. Några ord till försvar för historisk rättvisa (1946). Westerblad röjde genom sin forskarflit upp i anekdotfloran om Pehr Henrik Ling, och utan att vara utbildad gymnast, belyste han oklara delar av gymnastiken med utgångspunkt från Lings samtid, idéer och tankegångar.